# Elena Černohorská
Elena Petrovićová-Njegošová (také známá jako Elena Černohorská a po sňatku Helena Savojská; 8. ledna 1873, Cetinje – 28. listopadu 1952, Montpellier; černohorsky: Јелена Петровић-Његош Црногорскa) byla rodem černohorská princezna a sňatkem etiopská císařovna a albánská a italská královna. Narodila se jako šestý potomek černohorského knížete a později krále Nikoly I. Petroviće-Njegoše a jeho ženy královny Mileny.
Byla členkou černohorské královské rodiny a dynastie Petrovićů-Njegošů, sňatkem se pak stala členkou dynastie Savojských.

## Dětství

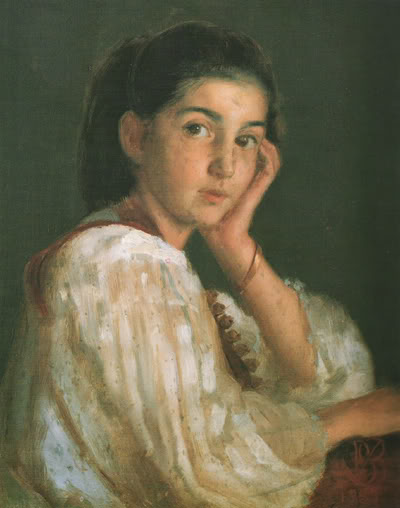
Portrét princezny Eleny Černohorské, 1888

Elena se narodila 8. ledna 1873 v Cetinje, hlavním městě tehdejšího Černohorského knížectví.
Byla velmi vysoká, v dospělosti dosáhla více než 180 cm.
Byla doma velmi dobře vzdělávána, kromě rodné černohorštiny se také učila francouzskou konverzaci, dále také poezii a politiku. Vzdělávací požadavky jejího otce byly velmi pevné. Elena dospívala ve velice plachou a uzavřenou dívku, zároveň byla také velmi tvrdohlavá a těžce se rozhodovala. Byla velice spjata s tradicemi dynastie Petrovićů-Njegošů a také s tradicemi své rodné země. Měla citlivou, živou a zvědavou duši. Milovala přírodu – její nejoblíbenější květinou byl brambořík (tuto vlastnost zdědila po své matce, stejně jako mnoho dalších). V patnácti letech odjela do Petrohradu na studia do Smolného institutu pro urozené dívky, kde se seznámila se členy ruské carské rodiny, díky které se dostala do prestižního literárního nakladatelství Nedelja.

## Setkání s Viktorem Emanuelem

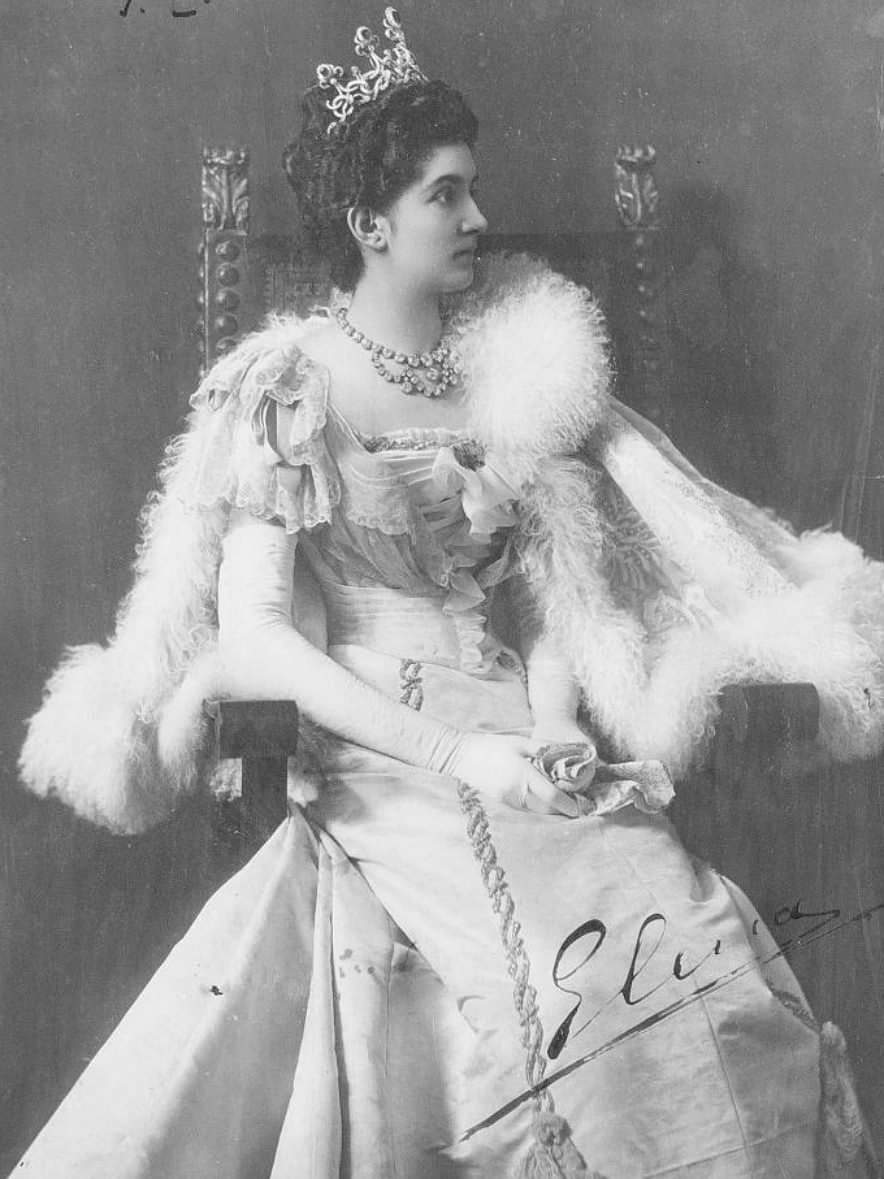
Princezna Elena na fotografii Carla Brogiho v roce 1897

Mezitím se v Itálii královna Markéta Savojská bála o život svého syna, dědice trůnu Viktora Emanuela.
Jelikož v Savojské dynastii byla opakovaně uzavírána manželství mezi členy rodiny, vznikaly u nově narozených potomků různá genetická onemocnění a vady, např. hemofilie. Nebylo tedy žádoucí, aby Viktor Emanuel, jehož rodiče byli bratranec a sestřenice, zplodil potomka s nějakou blízkou příbuznou osobou. Díky manželství se zcela nepříbuznou Elenou neměli ani dědic trůnu Umberto II., ani žádné další dítě podobnou vzrůstovou ani zdravotní chorobu jako Viktor Emanuel.
Elena se se svým budoucím manželem seznámila a zamilovala se do něj v Rusku. Viktor požádal o Eleninu ruku jejího otce Nikolu. Aby mohlo být manželství uzavřeno, musela Elena přestoupit z pravoslaví ke katolicismu.

## Manželství a děti

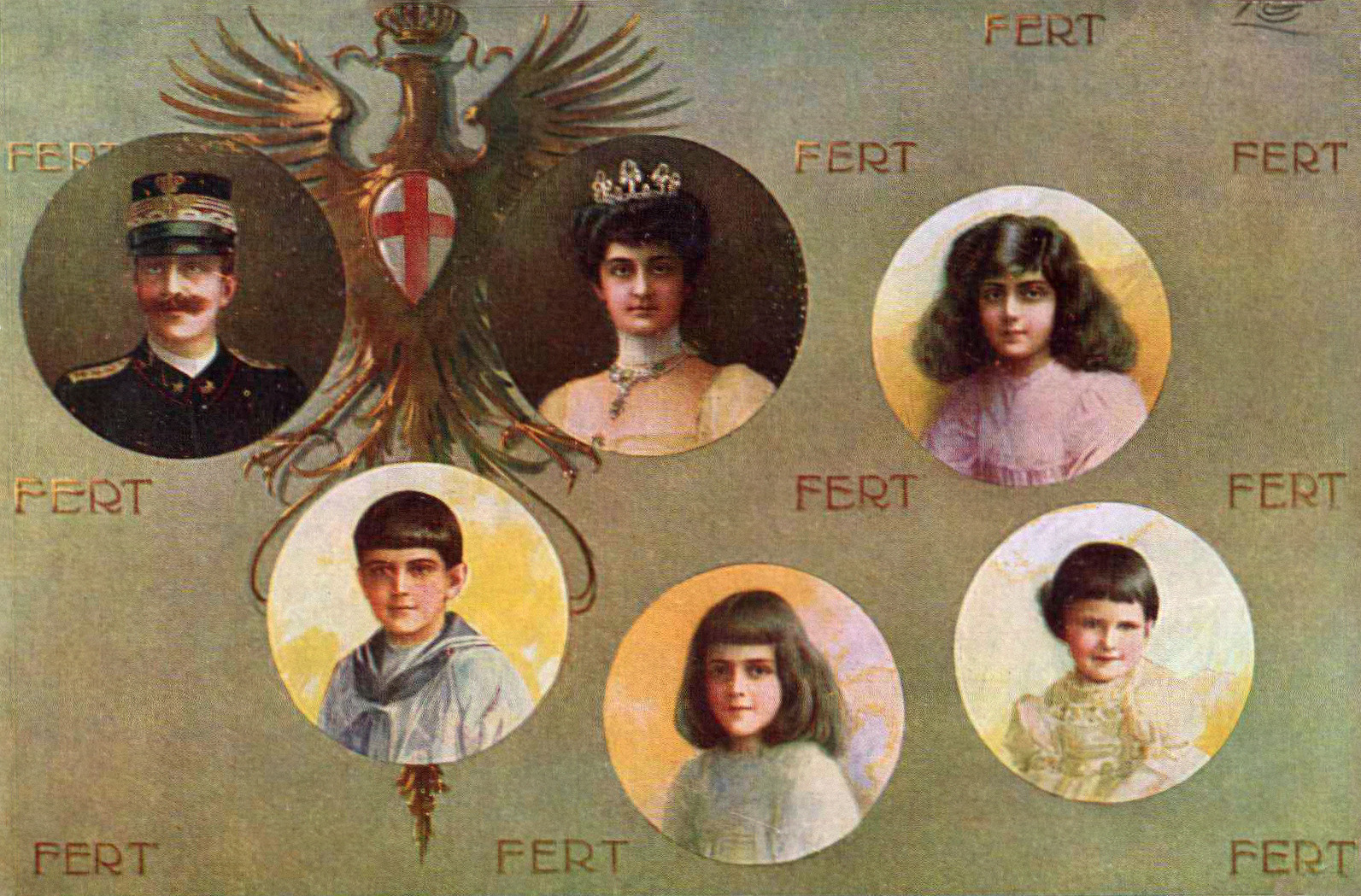
Obrázek královské rodiny z roku 1915

Svatba Eleny a Viktora Emanuela se konala 24. října 1896. Slavnostní ceremoniál pro veřejnost se konal v Kvirinálském paláci, samotný náboženský obřad proběhl v bazilice svaté Marie v Římě. Elenina matka královna Milena se obřadu nemohla zúčastnit, protože byla pravoslavného vyznání.
Eleniny šaty byly protkány stříbrnými nitěmi, které představovaly tisíce sedmikrásek. Vážení svatební hosté byli převáženi v šesti kočárech, manželé v kočáru se šestispřežím. Po porážce Italů v bitvě u Adwy nepřišlo na svatbu mnoho významných hostů a svatba celkově nebyla bohatá. Bylo plánováno začít vydávat zvláštní známky a pohlednice s motivy svatby Eleny a Viktora; k tomu však nikdy nedošlo. Elena se však jako druhá italská královna začala objevovat na poštovních známkách.
Líbánky novomanželé strávili na ostrově Montecristo.
Elena byla svému manželovi velmi oddána. Byla velmi klidná, vstřícná a příjemná, zůstávala však vždy mimo politické otázky a záležitosti a plně se věnovala charitativní činnosti a humanitární a mezinárodní pomoci, čímž si u lidu získala velkou popularitu. Speciálně se věnovala studiu jazyků, pro svého manžela překládala knihy z ruštiny, srbštiny a moderní řečtiny a ráda odebírala zahraniční noviny.
Z manželství Eleny a Viktora Emanuela se narodilo celkem pět dětí:
- 1. Jolanda Markéta (1. 6. 1901 Řím – 16. 10. 1986 tamtéž)
  - ⚭ 1923 Giorgio Carlo Calvi (15. 3. 1887 Athény – 25. 2. 1977 Řím), hrabě z Bergola, generálmajor
- 2. Mafalda Marie (2. 11. 1902 Řím – 27. 8. 1944), zahynula v koncentračním táboře Buchenwald
  - ⚭ 1925 Filip Hesenský (6. 11. 1896 Offenbach am Main – 25. 10. 1980 Řím), lankrabě hesenský, přežil věznění v koncentračních táborech Flossenbürg a Dachau
- 3. Umberto (15. 9. 1904 Racconigi – 18. 3. 1983 Ženeva), poslední italský král jako Umberto II. od 9. května do 12. června 1946
  - ⚭ 1930 princezna Marie Josefa Belgická (4. 8. 1906 Ostende – 27. 1. 2001 Thônex)
- 4. Jana (13. 11. 1907 Řím – 26. 2. 2000 Estoril)
  - ⚭ 1930 Boris III. (30. 1. 1894 Sofie – 28. 8. 1943 tamtéž), bulharský car od roku 1918 až do své smrti
- 5. Marie Františka (26. 12. 1914 Řím – 7. 12. 2001 Mandelieu-la-Napoule)
  - ⚭ 1939 Ludvík Bourbonsko-Parmský (5. 12. 1899 – 4. 12. 1967 Mandelieu-la-Napoule)

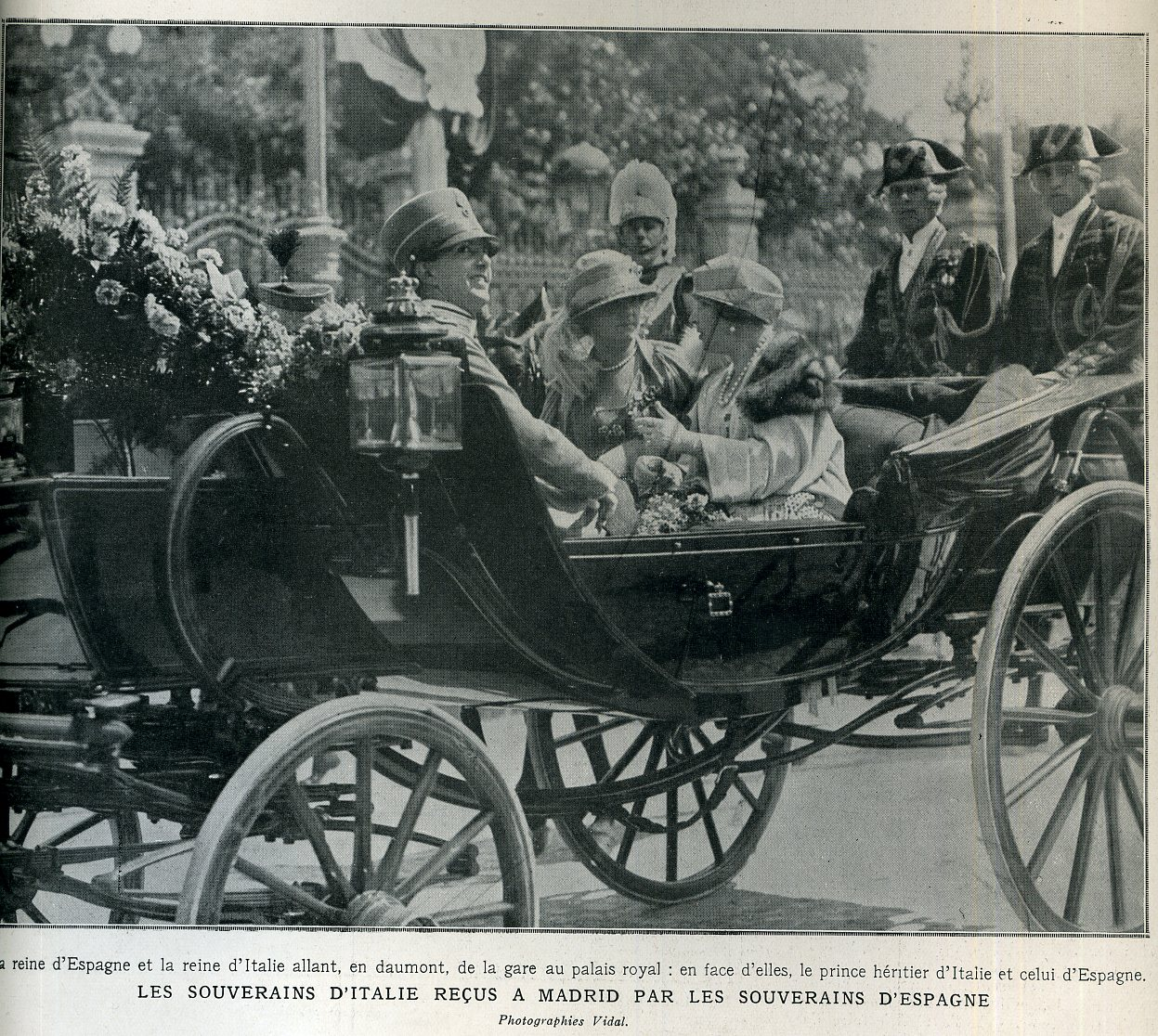
Královna Elena si povídá se španělskou královnou během státní návštěvy Španělska

## Italská královna
Dne 11. srpna 1900, po atentátu na svého otce, byl Viktor Emanuel korunován králem italským a albánským a také císařem habešským (etiopským). Elena byla korunována spolu se svým manželem a získala následující tituly:
- Její veličenstvo italská královna
- Její veličenstvo albánská královna
- Její výsost habešská císařovna.

Jako italská královna byla známá spíše pod jménem Helen Savojská.

### Královnina dobročinnost
Dne 28. prosince 1908 bylo italské přímořské město Messina zasaženo těžkými zemětřeseními a katastrofální vlnou tsunami. Elena se okamžitě začala plně věnovat pomoci (jak je také uvedeno v dobových fotografiích) a zvýšila tím svou popularitu a oblíbenost u italského lidu. Během druhé světové války pracovala Elena jako zdravotní sestra na plný úvazek a jako královna matka darovala nemocnicím značné finanční prostředky ze státní pokladny.

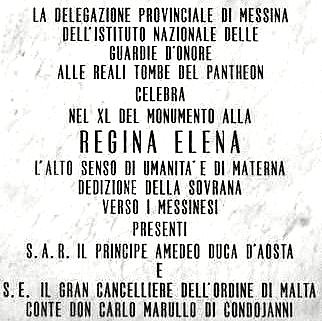
Deska na pomníku Královna našich dětství v Messině

Elena měla důležité postavení v rámci italského Červeného kříže a v letech 1911–1921 byla inspektorkou dobrovolných zdravotních sester. Začala studovat medicínu a získala čestný titul a také další finance pro chudé matky, bývalé vojáky, osoby nakažené tuberkulózou atd.
Papež Pius XI. udělil Eleně 15. dubna 1937 zvláštní vyznamenání zlaté růže, což bylo v tehdejší době nejvyšším možným oceněním pro ženu. Pozdější papež Pius XII. poslal po smrti královny Eleny vyjádření soustrasti Umbertovi II., ve kterém jeho matku nazval jako Signora della carità benefica.
V průběhu let Elena velmi podporovala školení a rekvalifikaci lékařů a zdravotnických pracovníků, zajímala se o výzkum proti dětské obrně, Parkinsonově chorobě a zejména proti rakovině.

### Druhá světová válka
V roce 1939, tři měsíce po německé invazi do Polska a vyhlášení války Třetí říši Velkou Británií a Francií napsala Elena dopisy hlavám stále neutrálních států (Belgie, Bulharsko, Dánsko, Jugoslávie, Lucembursko a Nizozemsko), aby se tak pokusila zabránit evropské a celosvětové katastrofě v důsledku nadcházející druhé světové války.
V roce 1941 pověřil Viktor Emanuel (ovlivněn Elenou) Benita Mussoliniho vytvořením druhého Černohorského království (které bylo ovšem pod italskou správou a nemělo krále). Elena, která si tento vznik nezávislé černohorské monarchie velmi přála, také dostala z německého vězení svého synovce Michaela (který odmítl nastoupit na trůn jako loutkový král) a jeho ženu Geneviève.
V červenci 1943 nechal Viktor Emanuel III. zatknout Benita Mussoliniho v Římě a 9. září se přesunul spolu s Elenou a některými členy královské rodiny do Brindisi. 23. září byla Elenina a Viktorova dcera, princezna Mafalda, zatčena nacisty a odvezena do koncentračního tábora Buchenwald, kde v roce 1944 zemřela na následky zranění po spojeneckém bombardování.
Po válce, dne 9. května 1946, Viktor Emanuel v Neapoli abdikoval ve prospěch svého syna Umberta II., získal titul hrabě z Pollenzo, a společně s Elenou odešli do exilu.

## Exil
Po abdikaci odešel královský pár do Villa Jela v Alexandrii, kde se Eleně a Viktorovi dostalo vřelého přivítání od egyptského krále Farúka I. Během svého exilového pobytu pár oslavil padesáté výročí svatby. Pár zůstal v Alexandrii až do Viktorovy smrti 28. prosince 1947.
Elena se později přestěhovala do francouzského Montpellieru (do hotelu Métropole) ve Francii, kde po složité operaci na klinice Saint Com 28. listopadu 1952 ve věku 79 let zemřela na rakovinu. Byla pohřbena podle svého přání na hřbitově Saint-Lazare v Montpellieru ve společně zbudované hrobce. Většina obyvatel města se podílela na přípravách pohřbu a zúčastnila se jej. Společně s hrobkou byl vztyčen také královnin památník.

## Vzpomínky na královnu
Členové dynastie Savojských se vždy pozitivně vryli do historie a pamětí veřejnosti. Zato byli vždy oceňování, a to i po vyhlášení republiky.

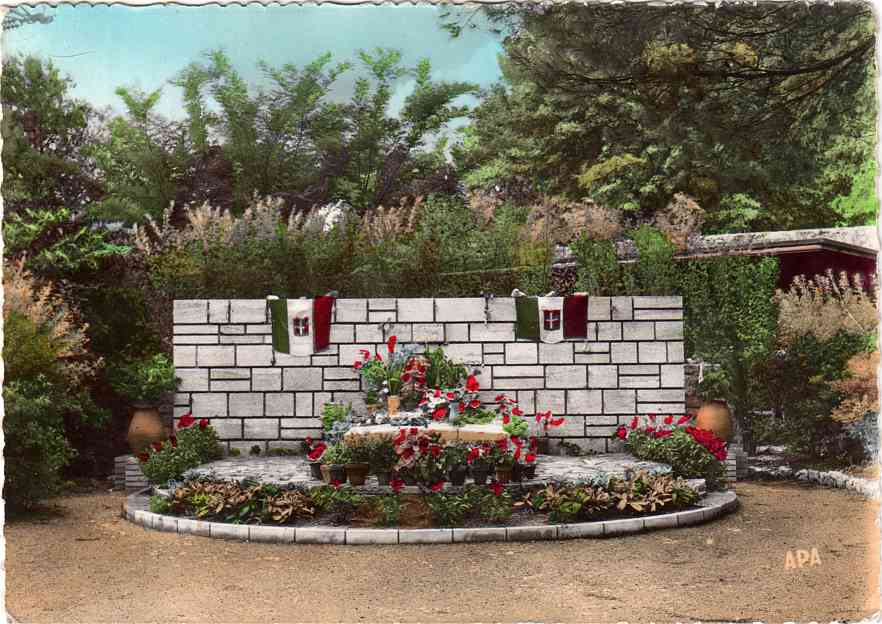
Hrobka královny Eleny na hřbitově Saint-Lazare v Montpellieru

Pro Eleninu značnou pomoc nemocným a její velkou lásku k lidu nechalo italské ministerstvo dopravy ku příležitosti 50. výročí královniny smrti vydat speciální poštovní známky, na kterých je vyobrazena královna v boji proti rakovině. V roce 1960 byl v Messině vztyčen monument z bílého mramoru z Carrary jako vzpomínka na oběti strašlivého zemětřesení v roce 1908, kterému dominuje královna Elena v úboru zdravotní sestry. Monument nese název Královna našich dětství a navrhl jej architekt a sochař Antonio Berti.
Postava Eleny také inspirovala mnoho spisovatelů, jako Antonio Fogazzaro, Luigi Capuana, Bersezio, ale i básníky jako Giovanni Pascoli.
Giacomo Puccini věnoval královně píseň ve své opeře Madama Butterfly.
V roce 1909 byla po královně pojmenováno porodní oddělení v nemocnici v Miláně. Nyní nese název Klinika královny Helen. Ta je v rámci Gynekologicko-porodního a pediatrického ústavu.
12. července 1941 vyhlásil v Cetinje Sekula Drljević nezávislost Černé Hory a vznik druhého Černohorského království. Elena se vyhlášení nezávislosti nemohla zúčastnit, ale Drljević ji ve svém proslovu nazval „víla své země, legendární princezna, která s důrazem dbala na štěstí a svobodu svého národa – svých drahých Černohorců“.
V roce 2001 (50 let po své smrti) byla Elena biskupem z Montpellieru prohlášena za služebnici Boží, což je první fáze procesu jejího svatořečení.
Eleně je věnován italský alkoholický nápoj Amaro Montenegro, na jehož receptuře se Elena podílela.

## Vyznamenání
- Zlatá růže (1930 a 1937)[3]
- dáma Řádu Terezy (Bavorské království)[3]
- velkodůstojník Čestného odznaku za zásluhy o německý národ (Nacistické Německo)
- dáma Řádu hvězdového kříže I. třídy (Rakousko-Uhersko)[3]
- dáma Řádu královny Marie Luisy (Španělsko)[3]
- Řád zlaté ostruhy (Vatikán)[3]
- Pro Ecclesia et Pontifice (Vatikán)